# Qualificazioni al campionato europeo maschile di calcio 2012 - Gruppo H

## Risultati
| Arbitro: | Luca Banti |

|              |           |                              |
| Helguson 38’ | Marcatori | 58’ Hangeland 75’ Abdellaoue |

| Arbitro: | Mark Clattenburg |

|                                                 |           |                                                    |
| Almeida 8’ Meireles 29’ Danny 50’ Fernandes 60’ | Marcatori | 3’ Aloneftis 11’ Konstantinou 57’ Okkas 89’ Avraam |

| Arbitro: | Douglas McDonald |

|                  |           |  |
| Kahlenberg 90+1’ | Marcatori |  |

| Arbitro: | Laurent Duhamel |

|               |           |  |
| Huseklepp 21’ | Marcatori |  |

| Arbitro: | Serge Gumienny |

|           |           |                    |
| Okkas 58’ | Marcatori | 2’ Riise 42’ Carew |

| Arbitro: | Eric Braamhaar |

|                                    |           |                     |
| Nani 29’ 30’ Cristiano Ronaldo 85’ | Marcatori | 79’ (aut.) Carvalho |

| Arbitro: | César Muñiz Fernández |

|                             |           |  |
| Rasmussen 48’ Lorentzen 81’ | Marcatori |  |

| Arbitro: | Thomas Einwaller |

|              |           |                                                           |
| Helguson 17’ | Marcatori | 3’ Cristiano Ronaldo 27’ Raul Meireles 72’ Hélder Postiga |

| Nicosia 26 marzo 2011, ore 19:00 CET | Cipro         | 0 – 0 referto | Islanda | Stadio Neo GSP\| Arbitro: \| Darko Čeferin \| |
| Arbitro:                             | Darko Čeferin |               |         |                                               |

| Arbitro: | Gianluca Rocchi |

|               |           |               |
| Huseklepp 81’ | Marcatori | 27’ Rommedahl |

| Arbitro: | Fırat Aydınus |

|  |           |                        |
|  | Marcatori | 60’ Schöne 75’ Eriksen |

| Arbitro: | Cüneyt Çakır |

|             |           |  |
| Postiga 52’ | Marcatori |  |

| Arbitro: | Ovidiu Alin Hategan |

|                       |           |  |
| Abdellaoue 88’ (rig.) | Marcatori |  |

| Arbitro: | Gianluca Rocchi |

|  |           |                                                               |
|  | Marcatori | 35’ (rig.) 82’ Cristiano Ronaldo 84’ Hugo Almeida 90+2’ Danny |

| Arbitro: | Stéphane Lannoy |

|                  |           |  |
| Bendtner 24’ 44’ | Marcatori |  |

| Arbitro: | Boško Jovanetić |

|                |           |  |
| Sigthórsson 5’ | Marcatori |  |

| Arbitro: | Marijo Strahonja |

|              |           |                                                |
| Avraam 45+1’ | Marcatori | 7’ Jacobesen 11’ 22’ Rommedahl 20’ Krohn-Delhi |

| Arbitro: | Bas Nijhuis |

|                                                              |           |                                          |
| Nani 13’ 21’ Hélder Postiga 45’ João Moutinho 81’ Eliseu 87’ | Marcatori | 48’ 68’ Jónasson 90+4’ (rig.) Sigurdsson |

| Arbitro: | Nicola Rizzoli |

|                              |           |                         |
| Krohn-Dehli 13’ Bendtner 63’ | Marcatori | 90+2’ Cristiano Ronaldo |

| Arbitro: | William Collum |

|                                  |           |           |
| Pedersen 25’ Carew 34’ Høgli 65’ | Marcatori | 42’ Okkas |

| Squadra    | P.ti | G | V | P | S | RF | RS | DR  |
| ---------- | ---- | - | - | - | - | -- | -- | --- |
| Danimarca  | 19   | 8 | 6 | 1 | 1 | 15 | 6  | +9  |
| Portogallo | 16   | 8 | 5 | 1 | 2 | 21 | 12 | +9  |
| Norvegia   | 16   | 8 | 5 | 1 | 2 | 10 | 7  | +3  |
| Islanda    | 4    | 8 | 1 | 1 | 6 | 6  | 14 | -8  |
| Cipro      | 2    | 8 | 0 | 2 | 6 | 7  | 20 | -13 |

## Classifica marcatori
5 gol
- Cristiano Ronaldo

4 gol
- Nani

3 gol
- Ioannis Okkas
- Nicklas Bendtner
- Dennis Rommedahl
- Hélder Postiga

2 gol
- Andreas Avraam
- Michael Krohn-Dehli
- Heiðar Helguson
- Hallgrímur Jónasson
- Mohammed Abdellaoue

- John Carew
- Erik Huseklepp
- Hugo Almeida
- Danny
- Raul Meireles

1 gol
- Efstathios Aloneftis
- Michalīs Kōnstantinou
- Christian Eriksen
- Lars Jacobsen
- Thomas Kahlenberg
- Kasper Lorentzen

- Morten Rasmussen
- Lasse Schöne
- Gylfi Sigurðsson
- Kolbeinn Sigþórsson
- Brede Hangeland
- Tom Høgli

- Morten Gamst Pedersen
- John Arne Riise
- Eliseu
- Manuel Fernandes
- João Moutinho

Autoreti
1 : Ricardo Carvalho (pro  Danimarca)